# Ángela del Pan Moruno
Ángela del Pan Moruno (Bilbao, 19 d'abril de 1985) és una exjugadora de rugbi basca.
Tercera línia, es formà al Club Esportiu INEF Barcelona on jugà gran part de la seva carrera esportiva. Amb el club barceloní guanyà vuit Campionats de Catalunya de forma consecutiva (2005-12) i sis Campionats d'Espanya (2006, 2007, 2009, 2010, 2011, essent escollida millor jugadora del campionat, 2012). Internacional en 234 ocasions amb les seleccions espanyoles de rugbi XV i 7's, es proclamà diverses vegades campiona d'Europa en les dues modalitats. També ha participat a dos Campionat del Món de rugbi a XV (2014 i 2017) i als Jocs Olímpics de Rio de Janerio 2016 en la modalitat de rugbi 7's, aconseguint un diploma olímpic. Competint amb la selecció catalana, guanyà un Campionat d'Espanya de seleccions autonòmiques (2012) i fou subcampiona l'any següent. Després de la seva retirada esportiva el 2017, es llicencià en Ciències de l'Activitat Física i de l'Esport a l'INEFC. Exercí de delegada de les seleccions espanyoles de rugbi XV i 7's (2017-18) i de coordinadora tècnica de la Federació Espanyola de Rugbi (2019-22).

## Palmarès
Clubs
- 8 Campionats de Catalunya de rugbi femení: 2004-05, 2005-06, 2006-07, 2007-08, 2008-09, 2009-10, 2010-11, 2011-12
- 6 Campionats d'Espanya de rugbi femení: 2005-06, 2006-07, 2008-09, 2009-10, 2010-11, 2011-12

Selecció espanyola
- 1 medalla d'or al Campionat d'Europa de rugbi a XV: 2010
- 1 medalla d'argent al Campionat d'Europa de rugbi a XV: 2011
- 1 medalla d'or al Campionat d'Europa de rugbi a 7: 2010
- 1 medalla d'argent al Campionat d'Europa de rugbi a 7: 2009